# گریگور قاپانتسیان
گریگور آیوازی قاپانتسیان (ارمنی: Գրիգոր Այվազի Ղափանցյան؛ انگلیسی: Grigor Ghapantsyan؛ ۱۷ فوریهٔ ۱۸۸۷ – ۳ مهٔ ۱۹۵۷) زبان‌شناس، ارمنی‌شناس و تاریخ‌نگار اهل ارمنستان که استاد دانشگاه دولتی ایروان بود.

## زندگی‌نامه
وی در ۱۷ فوریهٔ ۱۸۸۷ در آشتاراک به دنیا آمد و از دانشگاه دولتی سن پترزبورگ فارغ‌التحصیل گشت. وی از سال ۱۹۴۳ عضو فرهنگستان ملی علوم ارمنستان بود. وی همچنین برنده جوایزی همچون دانشمند شایسته ارمنستان شوروی (۱۹۴۲) شد . وی در ۳ مهٔ ۱۹۵۷ در سن ۷۰ سالگی در ایروان درگذشت. 
نیم‌تنه برنزی وی در سرسرای ساختمان اصلی دانشگاه دولتی ایروان نصب شده است موزه گریگور قاپانتسیان در سال ۱۹۸۷ گشایش یافت.